# Čardak planina
Čardak planina je planina u BiH, u regiji Tropolju (Završju).

## Zemljopisni položaj
Tušnica, Cincar, Krug-planina, Slovinj, Vitorog, Hrbljina, Čemernica-Paripovac, Čardak planina i Ljubuša tvore planinsku skupinu Cincara. Najviši vrh je visok 1604 metra. Po drugim mjerenjima visok je 1611 metara. Nalazi se u blizini Šipova, kod sela Čardaka.

## Vanjske poveznice
- Dinarsko gorje  Arhivirana inačica izvorne stranice od 30. rujna 2020. (Wayback Machine) Čardak planina